# Сунчано јутро
„Сунчано јутро” је југословенски ТВ филм из 1968. године. Режирао га је Јован Коњовић а сценарио је написао Серафин Алварез Куинтеро.

## Улоге
| Глумац         | Улога        |
| -------------- | ------------ |
| Деса Дугалић   | Дона Лаура   |
| Виктор Старчић | Дон Гонзарес |
| Мирјана Марић  | Петра        |
| Петар Цвејић   | Жан          |